# Simonka László
Simonka László (Szatmárnémeti, 1929. április 4. – Bukarest, 1984. augusztus 15.) erdélyi magyar újságíró, szerkesztő.

## Életútja, munkássága
Iskoláit szülővárosában végezte, majd a kolozsvári Agrártudományi Főiskolán szerzett agrármérnöki diplomát 1953-ban. A bukaresti Falvak Dolgozó Népe szerkesztőségében dolgozott mint riporter, szerkesztő (1954–68), majd a lap főszerkesztője (1968–84).
Helyzetfeltáró riportokat, elemző publicisztikai írásokat, falusi tárgyú jegyzeteket közölt. A Falvak Dolgozó Népe főszerkesztőjeként kibővítette a külső szakember munkatársak körét; az ő idejében a lapban mezőgazdasági szakmelléklet, több mezőgazdasági szakmai, sőt a falusi művelődési élet fellendítését célzó akciókról szóló cikksorozat is megjelent.
Előszót írt a lap riportjaiból Cseke Péter és Zágoni Attila által összeállított Kötések, sodrásban c. antológiához (Bukarest, 1980). Külső munkatársként meséket közölt a Napsugárban (1957–59).

## Kötete
- Zsiráf a felhőben (ifjúsági regény, Bukarest, 1965).

## További Információk
- Beke György: Agrármérnök tollal és hegedűvel. A Hét, 1989. augusztus 30.